# 8475 Vsevoivanov
8475 Vsevoivanov è un asteroide della fascia principale. Scoperto nel 1985, presenta un'orbita caratterizzata da un semiasse maggiore pari a 3,0781454 UA e da un'eccentricità di 0,2488304, inclinata di 4,83147° rispetto all'eclittica.